# Государственные кредитные билеты образца 1898—1899 годов

На всех кредитных билетах выпуска 1898—1899 годов помещался малый государственный герб образца 1883 года

Государственные кредитные билеты 1898—1899 годов — бумажные деньги Российской империи нового образца, появившиеся в результате денежной реформы 1895—1897.
Согласно Высочайшему указу от 14 ноября 1897 года (№ 14633), на лицевой стороне новых кредитных билетов значилось, что «Государственный банк разменивает кредитные билеты на золотую монету без ограничения суммы (1 руб. = 1/15 империала, содержит 17,424 долей чистого золота)».
На оборотной же стороне, вместо текста «извлечения из Высочайшего манифеста о кредитных билетах», были помещены 3 параграфа из этого указа о правилах их обращения:
1. Размен Государственных кредитных билетов на золотую монету обеспечивается всем достоянием Государства.
2. Государственные кредитные билеты имеют хождение по всей Империи наравне с золотой монетой.
3. За подделку кредитных билетов виновные подвергаются лишению всех прав, состояния и ссылке в каторжную работу[2].

## Общая характеристика
Кредитные билеты нового образца были выпущены номиналом в 1, 3, 5, 10, 100 и 500 рублей.
Совершенно новыми по внешнему оформлению стали выпускаемые билеты номиналами 100 и 500 рублей.
В кредитных билетах выпуска 1898—1899 годов были объединены два типа билетов:
- Кредитные билеты образца 1895 года (билеты 1, 3 и 5, но с надписями согласно указу от 14 ноября 1897 года;
- Кредитные билеты образца 1892—1895 годов (билеты 5, 10, 25 и вновь выпущенные билеты 50, 100 и 500 рублей) также с надписями согласно указу от 14 ноября 1897 года.

Нумерация кредитных билетов — шестизначная порядковая (например, «АА 123456»). В качестве литер серий использовались следующие буквы алфавита: А, Б, В, Г, Д, Е, З, И, К, Л, М, Н, О, П, Р, С, Т, У, Ф, Х, Ц, Ч, Ъ, Ь, Ѣ, Э, Я, Ө.
Дата на билетах, независимо от реального года их выпуска, оставалась неизменной (то есть начального года выпуска в обращение билетов данного типа):
- Билеты выпуска 1898—1903 годов подписаны управляющим Э. Д. Плеске
- Билеты выпуска 1903—1909 годов подписаны управляющим С. И. Тимашевым
- Билеты выпуска 1910—1914 годов подписаны управляющим А. В. Коншиным
- Билеты выпуска 1914—1917(1918) годов подписаны управляющим И. П. Шиповым

На смену кредитным билетам выпуска 1898—1899 пришли кредитные билеты образца 1905—1912 годов, сами же они находились в обращении до 1 октября 1922 года, когда согласно декрету Совета народных комиссаров от 8 октября 1922 года «Об установлении однородности денежного обращения» теряли платёжную силу. Обмен их производился из расчёта 10 000 рублей за 1 рубль денежными знаками образца 1922 года.
| Банкноты выпуска 1898—1899 годов                | Банкноты выпуска 1898—1899 годов | Банкноты выпуска 1898—1899 годов | Банкноты выпуска 1898—1899 годов | Банкноты выпуска 1898—1899 годов | Банкноты выпуска 1898—1899 годов | Банкноты выпуска 1898—1899 годов                                                                          | Банкноты выпуска 1898—1899 годов |
| Изображение                                     | Изображение                      | Номинал (рублей)                 | Размеры (мм)                     | Основные цвета                   | Описание | Описание                                                                                                  | Дата                             |
| Лицевая сторона                                 | Оборотная сторона                | Номинал (рублей)                 | Размеры (мм)                     | Основные цвета                   | Лицевая сторона | Оборотная сторона                                                                                         | Дата                             |
| ----------------------------------------------- | -------------------------------- | -------------------------------- | -------------------------------- | -------------------------------- | --- | --- | -------------------------------- |
|                                                 |                                  | 1                                | 151×89                           | синий коричневый                 | номинал, порядок размена на золотую монету, государственный герб, монограмма Николая II, подписи кассира и управляющего, год выпуска                       | номинал, государственный герб, извлечение из манифеста о кредитных билетах                                | 1898                             |
|                                                 |                                  | 3                                | 150×96                           | синий зелёный                    | номинал, порядок размена на золотую монету, государственный герб, монограмма Николая II, подписи кассира и управляющего, год выпуска                       | номинал, государственный герб, извлечение из манифеста о кредитных билетах                                | 1898                             |
|                                                 |                                  | 5                                | 95×154                           | синий                            | номинал, порядок размена на золотую монету, персонификация России с щитом и государственным гербом, подписи кассира и управляющего                         | номинал, государственный герб, извлечение из манифеста о кредитных билетах, женские портреты, год выпуска | 1898                             |
|                                                 |                                  | 10                               | 104×174                          | красный                          | номинал, порядок размена на золотую монету, персонификация России с щитом и государственным гербом, подписи кассира и управляющего                         | номинал, государственный герб, извлечение из манифеста о кредитных билетах, год выпуска                   | 1898                             |
|                                                 |                                  | 25                               | 175×104                          | фиолетовый синий                 | номинал, порядок размена на золотую монету, персонификация России с щитом и государственным гербом, подписи кассира и управляющего                         | номинал, государственный герб, извлечение из манифеста о кредитных билетах, женские портреты, год выпуска | 1899                             |
|                                                 |                                  | 50                               | 189×119                          | серый зелёный                    | номинал, порядок размена на золотую монету, портрет Николая I, подписи кассира и управляющего, год выпуска                                                 | номинал, государственный герб, извлечение из манифеста о кредитных билетах                                | 1899                             |
|                                                 |                                  | 100                              | 260×122                          | коричневый синий                 | номинал, порядок размена на золотую монету, извлечение из манифеста о кредитных билетах, портрет Екатерины II, подписи кассира и управляющего, год выпуска | номинал, государственный герб                                                                             | 1898                             |
|                                                 |                                  | 500                              | 275×126                          | серый красный                    | номинал, порядок размена на золотую монету, портрет Петра I, подписи кассира и управляющего, год выпуска                                                   | номинал, государственный герб, извлечение из манифеста о кредитных билетах                                | 1898                             |
| Масштаб изображений — 1,5 пикселя на миллиметр. |                                  |                                  |                                  |                                  | | |                                  |

## По номиналам

### 1 рубль
Внешний вид банкноты в 1 рубль повторял таковой у аналогичного номинала образца 1887 года с изменениями в надписях согласно указу от 14 ноября 1897 года. Образцы этого билета стали рассылаться по конторам и отделениям Государственного банка только в 1900 году на основании циркуляра банка от 18 июля 1900 года (№ 16/а), при этом выдачу билетов нового образца предлагалось производить только «лишь при совершенном израсходовании» запасов 1-рублёвых банкнот прежних выпусков.
Банкнота была отпечатана на белой бумаге с водяными знаками, с лицевой и обратной стороны в две краски типографским способом, выпускалась до 1915 года.
| № по Денисову | Управляющий   | Серии |
| ------------- | ------------- | ----- |
| К-24.1        | Э. Д. Плеске  | АА-БӨ |
| К-24.2        | С. И. Тимашев | БӨ-ВФ |
| К-24.3        | А. В. Коншин  | ВХ-ВЧ |
| К-24.4        | И. П. Шипов   | ВЪ-ЛЉ |

### 3 рубля
Государственный кредитный билет 3 рубля по внешнему виду повторял аналогичный номинал образца 1887 года с изменениями в надписях согласно указу от 14 ноября 1897 года.
Банкнота была отпечатана на белой бумаге с водяными знаками, с лицевой и обратной стороны в две краски типографским способом, выпускалась до 1905 года.
| № по Денисову | Управляющий   | Серии |
| ------------- | ------------- | ----- |
| К-25.1        | Э. Д. Плеске  | АА-БХ |
| К-25.2        | С. И. Тимашев | БЧ-ЗЭ |

### 5 рублей
Государственный кредитный билет 5 рублей по внешнему виду повторял аналогичный номинал образца 1895 года с изменениями в надписях согласно указу от 14 ноября 1897 года.
Банкнота была отпечатана на белой бумаге с водяными знаками, с лицевой стороны — типографским способом по трёхкрасочной подложечной орловской сетке, с оборотной — в три краски орловским способом, выпускалась до 1909 года.
| № по Денисову | Управляющий   | Серии |
| ------------- | ------------- | ----- |
| К-26.1        | Э. Д. Плеске  | АА-БД |
| К-26.2        | С. И. Тимашев | БД-ДЬ |

### 10 рублей
Государственный кредитный билет 10 рублей по внешнему виду повторял аналогичный номинал образца 1894 года с изменениями в надписях согласно указу от 14 ноября 1897 года.
Напечатан на белой бумаге с водяными знаками. С лицевой стороны рисунок отпечатан типографским способом по трехкрасочной подложечной орловской сетке. Оборотная сторона отпечатана в три краски орловским способом.
Кредитный билет 10 рублей выпускался до 1909 года.
| № по Денисову | Управляющий   | Серии |
| ------------- | ------------- | ----- |
| К-27.1        | Э. Д. Плеске  | АА-АЪ |
| К-27.2        | С. И. Тимашев | АА-БН |

### 25 рублей
Государственный кредитный билет 25 рублей выпуска 1899 года по внешнему виду повторял аналогичный билет образца 1892 года за исключением надписей, выполненных согласно указу от 14 ноября 1897 года. На водяном знаке портрет Александра III.
Напечатан на белой бумаге с водяными знаками. С лицевой стороны применена металлографическая печать по двухкрасочной подложечной сетке. С оборотной стороны применена двухкрасочная орловская печать по двухкрасочной подложечной сетке (ирис).
Кредитный билет 25 рублей выпускался до 1909 года.
| № по Денисову | Управляющий   | Серии |
| ------------- | ------------- | ----- |
| К-30.1        | Э. Д. Плеске  | АА-АЉ |
| К-30.2        | С. И. Тимашев | АЭ-ВО |

### 50 рублей
Новым по оформлению был билет 50 рублей с портретом императора Николая I в овальной украшенной рамке. Как сообщалось в газете в мае 1900 года: «Экспедиция заготовления государственных бумаг окончила печатание новых кредитных билетов 50-рублевого достоинства с портретом Николая I. Они поступят в обращение в начале июля 1900 года». Государственный кредитный билет 50 рублей образца 1899 года был выпущен в обращение в июле 1900 в соответствии с указом от 3 декабря 1899 года (№ 17823). Этим же указом был утвержден и образец этого билета. В отличие от всех выпускавшихся ранее кредитных билетов он был отпечатан на бумаге без водяного знака. К этим билетам предъявлялись более жесткие требования по их качественному состоянию в обращении. Все кредитные билеты 50 рублей образца 1899 года с механическими повреждениями, пятнами и посторонними надписями при их попадания в кассы Государственного банка, его контор и отделений в дальнейшем больше не допускались к выпуску в обращение и подлежали уничтожению в установленном порядке.
Напечатан на бумаге белого цвета без водяного знака. Ранние серии билетов (АА-АЛ) имеют голубоватый оттенок, а поздние серии (АМ-АТ) — сероватый оттенок. С лицевой стороны печатался металлографическим способом по многокрасочной орловской сетке. С оборотной стороны применялся многокрасочный рисунок, выполненный орловским способом.
Кредитный билет 50 рублей выпускался до 1918 года.
| № по Денисову | Управляющий                                   | Серии    |
| ------------- | --------------------------------------------- | -------- |
| К-31.1        | Э. Д. Плеске                                  | АА-АГ    |
| К-31.2        | С. И. Тимашев                                 | АЕ-АК    |
| К-31.3        | А. В. Коншин                                  | АК АЛ    |
| К-31.4а       | И. П. Шипов                                   | АМ АН    |
| К-31.4б       | И. П. Шипов (выпуск временного правительства) | АО АП ДП |
| К-31.4в       | И. П. Шипов (выпуск правительства РСФСР)      | АР-АТ    |

### 100 рублей
Государственный кредитный билет 100 рублей образца 1896 года (с датой на билете 1898 год) был выпущен с 1 декабря 1898 года на основании указов от 4 июля 1898 года (№ 15523, 15544). Образец этого билета был Высочайше утверждён указом от 29 ноября 1896 года (№ 13457) с изменением позднее надписей на нём согласно указу от 14 ноября 1897 года. Фактически этот билет подготавливался к выпуску ещё в 1896 году как продолжение серии кредитных билетов образца 1892—1895 годов. Однако в ходе денежной реформы Витте в 1897 году в уже утверждённый образец были внесены изменения на основании указов от 29 августа и 14 ноября 1897 года. В связи с чем выпуск этого кредитного билета в обращение был осуществлен только в декабре 1898 года. На этом билете в овальной рамке был помещен парадный черно-белый портрет Екатерины II (гравюра с картины художника Иоганна-Батиста Лампи старшего, написанной в 1792 году) аналогичный портрет на билетах образца 1866 года, выполненный способом металлографической печати.
Напечатан на желтоватой бумаге с водяными знаками. Выпускался тиражом 200 тысяч экземпляров каждой серии, то есть с № 0000001 по № 200000. На водяном знаке портрет Екатерины II. На лицевой стороне применена металлографическая печать по трехкрасочной орловской сетке. Оборотная сторона выполнена трёхкрасочной орловской печатью.
Кредитный билет 100 рублей выпускался до 1910 года.
| № по Денисову | Управляющий   | Серии |
| ------------- | ------------- | ----- |
| К-28.1        | Э. Д. Плеске  | АА-ГЯ |
| К-28.2        | С. И. Тимашев | ГЭ-ИЗ |
| К-28.3        | А. В. Коншин  | ИИ-КЛ |

### 500 рублей
Государственный кредитный билет 500 рублей образца 1898 года был выпущен в марте 1899 на основании указов от 1 февраля 1899 года (№ 16434, 16437). Образец билета был Высочайше утвержден указом от 4 ноября 1898 года (№ 16031). Это был новый, никогда раньше не выпускавшийся номинал кредитных билетов. На этом билете в овально украшенной рамке был помещен черно-белый портрет Петра I в треугольной шляпе (так называемый «Пётр в шляпе»), выполненный эстампным способом печати. Портрет выполнен с памятника Петру I работы скульптора М. М. Антокольского (позднее установленного в Таганроге в 1903 году).
Кредитный билет 500 рублей выпускался тиражом 200 тысяч экземпляров каждая серия, то есть с № 0000001 по № 200000.
Напечатан на белой бумаге с водяными знаками. На водяном знаке портрет Петра I. На лицевой стороне применена металлографическая печать по трехкрасочной орловской сетке. Оборотная сторона выполнена трехкрасочной орловской печатью.
Кредитный билет 500 рублей выпускался до 1912 года.
| № по Денисову | Управляющий   | Серии |
| ------------- | ------------- | ----- |
| К-29.1        | Э. Д. Плеске  | АА-АЕ |
| К-29.2        | С. И. Тимашев | АЗ-АС |
| К-29.3        | А. В. Коншин  | АТ-АХ |